# Александър Петков (политик)
 За хидролога вижте Александър Петков.  
Александър Петков Йорданов е български политик от БКП.

## Биография
Александър Петков е роден през 1942 година в село Старо село Силистренско. През 1967 г. завършва в Свищов Висшия финансово-счетоводен институт. От следващата година става член на БКП. Бил е главен счетоводител в ТКЗС-то в родното си село и заместник-председател на АПК в Тутракан. В периода 1974 – 1981 е председател на АПК и завеждащ отдел „Селскостопански“ в ОК на БКП в Силистра. През 1981 година става председател на Централния съвет на Националния аграрно-промишлен комплекс, а след това до 1986 председател на Изпълнителния комитет на Централния съвет на НАПС. От 1981 г. е кандидат-член на ЦК на БКП. От 1986 до 1990 е член на ЦК на БКП. От 1986 до 1988 г. е първи заместник-председател на Съвета по селско и горско стопанство при Министерски съвет. Член е на НС на ОФ. Депутат в IX народно събрание.
През март-ноември 1988 г. Александър Петков е заместник-председател на Областния народен съвет в Михайловград (дн. Монтана), а в периода ноември 1988-ноември 1989 г. е секретар на Областния комитет на БКП в същия град. Награден е с орден 13 века България. Умира на 5 януари 1996 г. в София.